# 伯耆田修

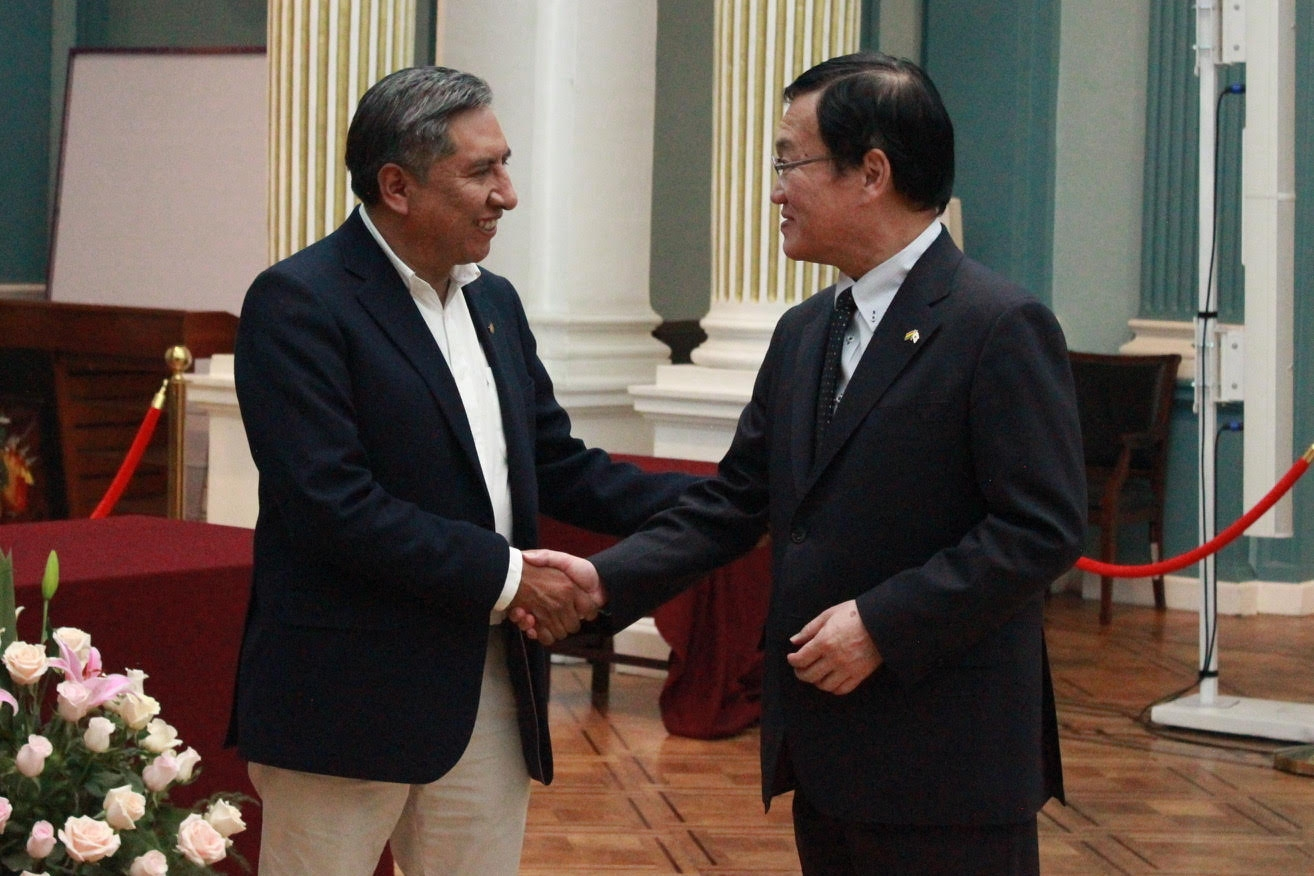
ボリビアのマイタ外務大臣（当時）と

伯耆田 修（ほうきだ おさむ、1956年〈昭和31年〉5月26日 - ）は、千葉県出身の日本の外交官。
在レオン総領事などを経て、2020年2月から駐ボリビア大使を務めた。2022年12月退官。

## 略歴
- 1977年　国家公務員採用初級試験合格
- 1977年7月　外務省入省
- 1985年3月　日本大学法学部政治経済学科卒業
- 1986年5月　在コスタリカ日本国大使館三等書記官
- 1990年4月　在エクアドル日本国大使館三等書記官
- 1993年3月　領事移住部政策課
- 1996年3月　在パナマ日本国大使館二等書記官
- 2001年5月　在メキシコ日本国大使館一等書記官
- 2004年12月  在スペイン日本国大使館一等書記官
- 2007年8月　領事局領事サービス室課長補佐
- 2010年3月　領事局領事サービス室上席専門官
- 2012年3月　領事局政策課 上席専門官
- 2012年5月　兼 領事局政策課領事体制強化室長（2015年3月まで）
- (2013年8月－2017年10月　海外緊急展開チーム（ERT)のメンバー（海外緊急事態領事担当官））
- 2014年7月　領事局政策課企画官
- 2015年3月　領事局海外邦人安全課邦人援護官
- 2017年11月　在レオン日本国総領事館 総領事
- 2020年2月　ボリビア国駐箚 特命全権大使
- 2022年12月　依願免職
- 2022年11月　ボリビア政府よりマリスカル・サンタクルス・イ・カラウマナ勲章大十字章を受章